# NGC 1079
NGC 1079 је спирална галаксија у сазвежђу Пећ која се налази на NGC листи објеката дубоког неба.
Деклинација објекта је - 29° 0' 10" а ректасцензија 2h 43m 44,5s. Привидна величина (магнитуда) објекта NGC 1079 износи 11,5 а фотографска магнитуда 12,4. Налази се на удаљености од 26,050 милиона парсека од Сунца. NGC 1079 је још познат и под ознакама ESO 416-13, MCG -5-7-17, IRAS 02415-2913, PGC 10330.